# Víctor Clavijo Cobos
Víctor Clavijo Cobos (Algesires, Cadis, 28 de setembre de 1973) és un actor i fotògraf espanyol. Està casat amb Montse Pla, filla de Beatriz Carvajal.

## Biografia
Va fer els estudis primaris i secundaris a Algesires. Posteriorment inicia la carrera de Dret a la Universitat de Granada, però la va abandonar per a dedicar-se a la interpretació. Amb vint anys va marxar a Madrid per a estudiar a la RESAD (Reial Escola Superior d'Art Dramàtic, en la qual es va graduar en 1997), que va compaginar amb el doblatge en acadèmies privades. També ha realitzat estudis de cant, dansa i esgrima.
Va començar muntant obres de teatre amb amics fins a rodar el seu primer curt en 1995, titulat David i dirigit per Carlos Montero, amb so a càrrec d'Alejandro Amenábar i fotografia de Mateo Gil. Hi compartia protagonisme amb Eduardo Noriega.
El seu següent curt va ser La visita (1997), dirigit pel seu germà Carlos Clavijo amb el qual tornaria a treballar en altres ocasions. En aquesta època va començar a fer els seus primers treballs en doblatge per a TVE. Poc després va gravar un petit paper en la qual seria la seva primera pel·lícula En la puta calle (1997) d'Enrique Gabriel, encara que les seves seqüències van acabar sent eliminades del muntatge final.
La seva primera experiència en televisió va ser aquest mateix any (1997) de la mà d'El Fary en la sèrie d'Antena 3 Menudo es mi padre, on interpretava al germà de Pilar López de Ayala. Amb aquesta mateixa actriu tornaria a coincidir en una altra sèrie, que és potser la que més fama li ha donat i en la qual va estar treballant durant dos anys (entre 1998 i 2000), Al salir de clase.
Tant mentre gravava la sèrie com posteriorment ha realitzat diversos projectes cinematogràfics entre els quals cal destacar Los lobos de Washington (1999), de Mariano Barroso; El alquimista impaciente (2002), de Patricia Ferreira; El regalo de Silvia (2003), de Dionisio Pérez; La vida que te espera (2004), de Manuel Gutiérrez Aragón; El año de la garrapata (2004), de Jorge Coira o GAL (2006), de Miguel Courtois entre d'altres.
En els últims anys ha seguit en contacte amb el món de la televisió, participant en multitud de sèries espanyoles amb papers fixos (Mujeres, Tirando a dar) o episòdics (Policías, en el corazón de la calle, Hospital Central). En 2007 volvió a la televisión con un papel en la serie Hermanos y detectives, sèrie de Telecinco amb Diego Martín i Álex Angulo entre d'altres. El 2009 apareix a la sèrie La Señora de TVE en el personatge de Fernando, un militar republicà en els anys 1920, que també continua en el spin-off 14 de abril. La República.
També ha treballat en diverses obres de teatre com Continuidad de los parques. En 2013 dona vida a l'origen de Vicente Cortázar per a la sèrie Gran Reserva: El origen al costat de Verónica Sánchez i Marta Torné.

## Filmografia

### Pel·lícules
- El pacto de los estudiantes (2018) de Juan Miguel Castillo.
- Las siete muertes (2017) de Gerardo Herrero
- Gernika (2016) de Koldo Serra.
- La isla del viento (2015) de Manuel Menchón.
- Sicarivs, la noche y el silencio (2015) de Javier Muñoz. Produïda per Stop and Play
- Prim, l'assassinat del carrer del Turco (2014) de Miguel Bardem.
- Impávido (2012), de Carlos Therón.
- Holmes & Watson. Madrid Days (2012), de José Luis Garci
- Verbo (2011), d'Eduardo Chapero-Jackson.
- Silencio en la nieve (2011), de Gerardo Herrero.
- Amanecer en Asía (2009), de Dionisio Pérez.
- 3 días (2007), de Francisco Javier Gutiérrez.
- Oviedo Express (2007), de Gonzalo Suárez.
- La torre de Suso (2007), de Tomás Fernández.
- GAL (2006), de Miguel Courtois.
- Una sonrisa al viento (2006) de Dionisio Pérez.
- El año de la garrapata (2004), de Jorge Coira.
- La vida que te espera (2004), de Manuel Gutiérrez Aragón.
- El principio de Arquímedes (2004), de Gerardo Herrero.
- El regalo de Silvia (2003), de Dionisio Pérez.
- El alquimista impaciente (2002), de Patricia Ferreira.
- El caballero Don Quijote (2002), de Manuel Gutiérrez Aragón.
- Peor imposible, ¿qué puede fallar? (2002), de David Blanco i José Semprún.
- Las razones de mis amigos (2000), de Gerardo Herrero.
- Me da igual (2000), de David Gordon.
- Los lobos de Washington (1999), de Mariano Barroso.
- Un buen novio (1998), de Jesús R. Delgado.
- En la puta calle (1996), de Enrique Gabriel.

### Curtmetratges
- David (1995), de Carlos Montero
- La visita (1996), de Carlos Clavijo
- La visita II (1997), de Carlos Clavijo
- El candidato (1998), de Carlos Clavijo
- Hiel (2001), de Darío Paso
- ¿Quién es el asesino? Videoclub mortal (2002) (TV), de David Muñoz i Antonio Trashorras
- ¡De potra! (2002), de David Muñoz i Antonio Trashorras
- Raíz (2003), de Gaizka Urresti (corto)
- Di algo (2004), de Luis Deltell
- ¿Y tú? (2004), de Darío Paso
- Los 10 pasos (2005), de Darío Paso
- Adiós (2005), de Ignacio Gutiérrez-Solana.
- El primo argentino (2005), de Ricardo Merchán
- Elena quiere (2006), de Lino Escalera
- Esas pequeñas cosas (2006), de José Javier Rodriguez
- Hidden Soldier (2010), d'Alejandro Suárez Lozano

### Televisió

#### Personatges fixos
- Menudo es mi padre com Víctor (1997). Antena 3.
- Al salir de clase com Raúl Daroca Lavín (1998-2000). Telecinco.
- Policías, en el corazón de la calle com Pau (2001). Antena 3
- Una nueva vida com Santi (2003). Telecinco.
- Los 80 com Gonzalo (2004). Telecinco.
- Mujeres com Nicolás (2006). TVE.
- Tirando a dar com Alejo (2006). Telecinco.
- Hermanos y detectives com Pablo Zambrano (2007-2009). Telecinco.
- La Señora com Fernando Alcázar. (2009). TVE.
- Una bala para el Rey com Torres (2009). Antena3
- Karabudjan com Dani (2010). Antena3.
- 14 de abril. La República com Fernando Alcázar (2011, 2018-2019). TVE
- Gran Hotel com Fernando Llanes (2013). Antena3
- El corazón del océano com Hernando de Trejo (2014). Antena 3
- Gran Reserva: El origen com Vicente Cortázar (2013). TVE
- Hermanos com Damián Jurado (2014). Telecinco
- Cuéntame un cuento: Los tres cerditos com Andrés Garrido, el lobo (2014). Antena 3
- Carlos, rey emperador com Francisco de Borja (2015). TVE
- Amar es para siempre com Diego Durán Villalba (2017-2018). Antena 3
- Hernan com Cristobal de Olid (2019) Azteca 7 / Amazon prime vídeo

#### Personatges episòdics
- El súper: Historias de todos los días (1996). Telecinco.
- A las once en casa (1998). TVE.
- El comisario com Alberto / Andrés (2002/2005). Telecinco.
- Hospital Central com Carlos / Jacobo (2001/2006). Telecinco (alguns episodis)
- Aída com Ángel Padilla, exmarit de Soraya García (2009). Telecinco
- Los misterios de Laura￼￼ T.1 E12: El misterio de los ocho hombre sin piedad. Com Alejandro Méndez (2011). TVE
- El Ministerio del Tiempo com Lope de Vega (2015/2017). TVE
- Cuéntame cómo pasó com Dr. Martín Broto (2017). TVE

## Teatre
- Pablita o de amor... (1990). Dirigida per Pepe Chamizo. Compañía. Teatro Mejorana.
- Arquetipos (1990). Dirigida per Pepe Chamizo. Compañía Teatro Mejorana.
- La Lección (1990). Dirigida per Pepe Barroso. Compañía Teatro Isla Verde.
- Fantasía en Do Menor. Dirigida per Víctor Clavijo. Compañía Andar Teatro.
- El sueño de una noche de verano (1994). Dirigida per J. Pastor. Resad-W. Ssex. Cty
- Las criadas. Dirigida per Juliana Reyes. Compañía Andar Teatro.
- Las Bacantes (1995). Dirigida per Rosa Montero. (Músico). Teatro Thiassos.
- Lista Negra (1997). Dirigida per Eduardo Vasco. Compañía Noviembre.
- Como una nube (2003). Recital sobre Luis Cernuda. Dirigit per C.Mdez. Compañía O de Madera.
- Continuidad de los parques (2004-2005). Dirigida per Jaime Pujol (Principal) Cia Dramaturgia 2000
- Amores iguales (2006). Recital de poesia dirigit per Gerardo Vera-Salva Bolta. Teatro María Guerrero.
- Oddi (2012). Comedia negra dirigida per Paco Montes. Teatro del Arte. Madrid.
- Fausto (2014-2015). Drama dirigit per Tomaž Pandur. Centro Dramático Nacional. Madrid.
- El Jurado (2016). Drama dirigit per Andrés Lima. Las Naves del Español. Madrid.

## Premis
Premis Goya
| Any  | Categoria              | Pel·lícula          | Resultat |
| ---- | ---------------------- | ------------------- | -------- |
| 2004 | Millor actor revelació | El regalo de Silvia | Nominat  |

Premis de la Unión de Actores
| Any  | Categoria                                | Treball                               | Resultat  |
| ---- | ---------------------------------------- | ------------------------------------- | --------- |
| 2015 | Millor actor de repartiment de televisió | El Ministerio del Tiempo              | Nominat   |
| 2015 | Millor actor secundari de teatre         | Fausto                                | Guanyador |
| 2014 | Millor actor protagonista de televisió   | Cuéntame un cuento: Los tres cerditos | Guanyador |
| 2012 | Millor actor secundari de cinema         | Holmes & Watson. Madrid Days          | Nominat   |
| 2011 | Millor actor de repartiment de cinema    | Silencio en la nieve                  | Nominat   |
| 2011 | Millor actor de repartiment de televisió | 14 de abril. La República             | Nominat   |
| 2010 | Millor actor secundari de cinema         | 18 comidas                            | Guanyador |
| 2009 | Millor actor secundari de televisió      | La Señora                             | Guanyador |
| 2008 | Millor actor protagonista de cinema      | Tres días                             | Nominat   |
| 2006 | Millor actor de repartiment de televisió | Mujeres                               | Guanyador |

### Altres premis
- Premi Gijón de cinema al millor actor de curtmetratge per Di algo el 2003.
- "Místico de honor" al Festival de cinema Fantàstic "Algeciras Fantástika 2016".